# Boris Łarin
Boris Abramowicz Łarin (ros. Борис Абрамович Ларин, nazwisko rzeczywiste ros. Эпштейн Epsztejn) (ur. 1932, zm. 14 marca 1984) – radziecki pisarz dziecięcy, scenarzysta i poeta. Scenarzysta popularnych kreskówek m.in. Małysz i Karlson oraz Powrót Karlsona.

## Wybrane scenariusze filmowe
- 1966: Okno
- 1968: Małysz i Karlson
- 1970: Powrót Karlsona
- 1973: Dziadek do orzechów
- 1977: Naprzód marsz, już czas!